# Raoul Behrend
| 116166 Andrémaeder | 3 dicembre 2003 |

Raoul Behrend (1964) è un astronomo svizzero.

## Biografia
Il Minor Planet Center gli accredita la scoperta di dodici asteroidi effettuate tra il 2003 e il 2006, in parte in collaborazione con Grégoire Bourban, Romain Gauderon e Christel Vuissoz.
Gli è stato dedicato l'asteroide 18874 Raoulbehrend.